# Dominikanischer Schlitzrüssler
Der Dominikanische oder Haiti-Schlitzrüssler (Solenodon paradoxus) ist eine Säugetierart aus der Ordnung der Insektenfresser (Eulipotyphla). Zusammen mit dem Kubanischen Schlitzrüssler bildet er die Familie der Schlitzrüssler (Solenodontidae). Er ist auf der Insel Hispaniola endemisch und stark gefährdet.

## Merkmale
Wie alle Schlitzrüssler ähnelt der Dominikanische Schlitzrüssler einer großen, stämmig gebauten Spitzmaus. Kennzeichnend ist die lange, rüsselartige und zur Spitze hin haarlose Nase mit seitlichen Nasenlöchern. Zwölf sehr lange Tasthaare von bis zu 7 cm Länge stehen von der Nase ab, dazu gibt es viele kürzere Tasthaare. Weitere befinden sich zwischen Auge und Maul sowie unter dem Kinn. Die Ohren sind klein und rundlich, sehen aber deutlich aus dem Fell heraus. Die Augen sind klein und nicht bewimpert. Die Beine und der Schwanz sind unbehaart. Besonders kräftig sind die Vorderbeine und deren Klauen, die zum Graben perfektioniert sind.
Die Fellfarbe ist sehr variabel, am häufigsten ist aber die folgende Färbung: Die Oberseite ist graubraun, zur Kopfoberseite hin zu dunkelbraun werdend; oft befindet sich im Nacken ein weißer Fleck; die Unterseite ist rostfarben. Die Gesamtlänge beträgt 49 bis 71 cm (Durchschnitt 54 cm), davon entfallen 20 bis 25 cm auf den Schwanz.

## Verbreitung und Lebensraum
Der Dominikanische Schlitzrüssler lebt als endemische Art auf der Insel Hispaniola. Dabei befindet sich der Großteil des Verbreitungsgebiets in der Dominikanischen Republik. Nur ein sehr kleiner Teil der Gesamtpopulation lebt in Haiti und ist dort auf ein kleines Areal auf der Tiburon-Halbinsel beschränkt. Fossil findet sich die Art auch im Norden Haitis, allerdings nur bis zum Pleistozän.
Der bevorzugte Lebensraum sind dichte und feuchte Wälder, man findet die Schlitzrüssler aber auch in buschbestandenem Grasland und in der Nähe von Plantagen. Vertikal sind sie von Meereshöhe bis zu einer Höhe von 1000 Metern, selten auch bis 2000 Metern zu finden.

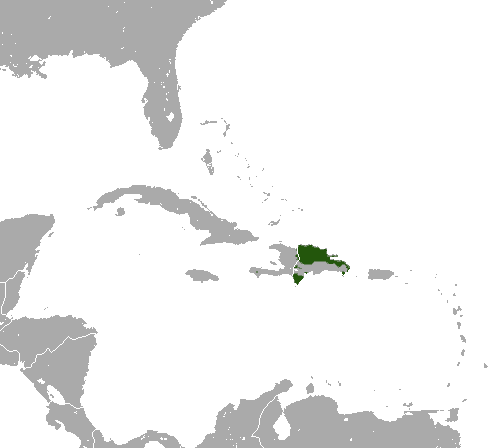
Verbreitungskarte des Dominikanischen Schlitzrüsslers

## Lebensweise
Schlitzrüssler sind nachtaktiv, finden sich aber am frühen Morgen gelegentlich auch im hellen Sonnenlicht. Sie sind Bodenbewohner und führen teilweise eine unterirdische Lebensweise. Zum Schlafen ziehen sie sich in Felsspalten, hohle Baumstämme, Erdlöcher oder selbstgegrabene Baue zurück, manchmal legen sie auch komplexe Tunnelsysteme unter der Erde an. Sie leben meist in kleinen Gruppen, bis zu sechs Tiere teilen sich den gleichen Unterschlupf; hierbei handelt es sich um ein Elternpaar und deren heranwachsende Nachkommen. Regelmäßig betreibt der Schlitzrüssler Körperpflege, wobei er sich mit der Zunge leckt und mit den Hinterpfoten kratzt.
Dominikanische Schlitzrüssler sind Allesfresser, ernähren sich jedoch vorwiegend von Fleisch. Ihre Nahrung besteht aus Wirbellosen wie Doppelfüßern, Insekten oder Regenwürmern, daneben fressen sie auch Eidechsen, Vögel, Eier und Mäuse. In kleinerem Ausmaß nehmen sie auch Früchte und anderes Pflanzenmaterial zu sich. Auf der Nahrungssuche bewegt der Schlitzrüssler die Schnauze am Boden hin und her und gräbt mit den Vorderpfoten den Boden auf. Die Beute wird direkt mit dem Maul aufgenommen, große Beute aber mit den Krallen vorher zerteilt.
Die Tiere sind das ganze Jahr über paarungsbereit. Ein Wurf besteht aus ein bis drei Jungen. Diese sind zunächst nackt, die Augen sind geschlossen, das Gewicht beträgt 40 bis 55 Gramm. Innerhalb von vierzehn Tagen bildet sich die Körperbehaarung. Die Jungtiere bleiben zumindest einige Monate bei den Elterntieren, die ersten Wochen werden sie an den Zitzen hängend umhergetragen. Die Lebensdauer in der Wildnis ist unbekannt, in Gefangenschaft konnten Dominikanische Schlitzrüssler ein Alter von elf Jahren erreichen.

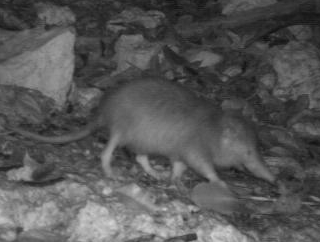
Nächtliche Aufnahme eines Dominikanischen Schlitzrüsslers

## Bedrohung und Schutz
Vor der Ankunft der Menschen auf ihrer Heimatinsel hatte der Dominikanische Schlitzrüssler nur wenige natürliche Feinde, darunter die Hispaniola-Boa, die Styxeule und die Schleiereule. Seit durch die Europäer Haushunde, Hauskatzen und Mungos eingeführt worden sind, stellt die Nachstellung durch diese Tiere die größte Bedrohung für die Schlitzrüssler dar. Hinzu kommt die Zerstörung ihres Lebensraumes durch Umwandlung in landwirtschaftlich genutzte Flächen und Siedlungsgebiete. Bis in die 1960er-Jahre galten die Dominikanischen Schlitzrüssler im Gegensatz zu ihren kubanischen Verwandten als relativ häufig, bevor auch bei dieser Art ein drastischer Schwund der Populationen einsetzte. Die Situation in Haiti ist prekär, nur eine kleine Population bewohnt die Tiburon-Halbinsel und muss als vom Aussterben bedroht angesehen werden. Auch in der Dominikanischen Republik ist die Art selten geworden, dort ist sie aber gesetzlich geschützt und in fast allen Schutzgebieten des Landes zu finden. Seit 1982 wird sie von der IUCN als stark gefährdet (endangered) gelistet.
Schlitzrüssler werden in Europa nicht mehr gepflegt, ehemalige Halter sind Frankfurt, Halle, Wrocław, Leipzig, Antwerpen und London.

## Systematik und Namen
Der Dominikanische Schlitzrüssler ist eine von zwei rezenten Arten der Schlitzrüssler und die einzige auf der Insel Hispaniola beheimatete. Üblicherweise werden zwei Unterarten unterschieden:
- Solenodon paradoxus paradoxus, nördliche Dominikanische Republik
- Solenodon paradoxus woodi, südliche Dominikanische Republik, Haiti

Die südliche Unterart ist kleiner als die nördliche. Die geographische Trennung zwischen beiden Unterarten bildet die Sierra de Neiba.
In der Dominikanischen Republik werden oft die Namen jutia und zagouti zur Bezeichnung der Schlitzrüssler verwendet, allerdings auch für die nicht verwandten Baumratten. Im Englischen und Deutschen werden diese Bezeichnungen üblicherweise für die Zagutis, eine Gattung der Baumratten, verwendet und nicht für die Schlitzrüssler.